# لوكريسيا بورجيا
لوكريسيا بورجيا (18 أبريل 1480 - 24 يونيو 1519) هي ابنة رودريغو بورجا غير شرعية، الذي أصبح فيما بعد البابا الكسندر السادس، أكثر الباباوات إثارة للجدل في عصر النهضة، من عشيقته فانوتسا دي كاتاني وشملت أشقائها تشيزري بورجا، جيوفاني بورجيا، جوفري بورجيا أصبحت عائلة لوكريسيا في ما بعد صورة مصغرة من المكيافيلية السياسة العديمة الرحمة والفساد الجنسي المزعوم لتكون سمة مميزة لعصر النهضة البابوية كثيرا ما صّورت لوكريسيا باعتبارها امرأة فاتنة، وهو دور قد صورته العديد من الأعمال الفنية كما هو الحال في الروايات والأفلام.
كانت الابنة الحسناء الذكية، والظريفه للبابا ألكسندر السادس (بورجيا)، وشقيقه سيزار بورجيا، وقد زوجها ثلاث مرات لأسباب سياسية، وكان اخر أزواجها وارث دوق فيرارا أحد أفراد أسرة ايستي النبيلة.

وربما لم تكن لوكريسيا تحبه، ولكنها استخدمت نفوذها وماله لإقامة قصر فخم كانت تستقبل فيه أبرز الشخصيات الأوروبية، وبخاصة الفنانين من أمثال تيسيانو.
ولم ترزق لوكريسيا أولاداً على ما نعلم، ويبدو أنها كرست معظم وقتها للأعمال الخيرية، ولا سيما في أوساط الأطفال الفقراء.

## روابط خارجية
- لوكريسيا بورجيا على موقع الموسوعة البريطانية (الإنجليزية)
- لوكريسيا بورجيا على موقع إن إن دي بي (الإنجليزية)